# Marie Bulharská
Marie Bulharská byla druhou manželkoi Jindřicha I. Konstantinopolského.

## Biografie
Marie byla dcerou Kalojana Bulharského. Její matkou mohla být jeho manželka Anna Kumánka, která se později vdala za Borila, synovce svého prvního manžela. 
V roce 1213 se Marie vdala za Jindřicha, konstantinopolského císaře. Podle knihy The Late Medieval Balkans (1987) od Johna Finea bylo toto manželství součástí aliance mezi bulharským vládcem Borilem a Jindřichem. Tato aliance by Jindřichovi prospěla tím, že ochránila Thrákii a Soluňské království před nebezpečím bulharské invaze a císař se místo toho mohl soustředit na Nikájské císařství. Boril během trvání války utrpěl ztráty a také mohl tuto alianci vidět jako způsob, jak zabezpečit vlastní hranice.
Císař Jindřich zemřel v roce 1216 a Marie byla podezřívaná, že ho nechala otrávit. Její další osud je neznámý. Manželství bylo bezdětné a Jindřichovým nástupcem se stal jeho bratr Petr.